# Ruwe kiezelkrab
De ruwe kiezelkrab (Ebalia tuberosa) is de grootste krab uit de familie Leucosiidae die voorkomt voor de Belgische en Nederlandse kust. Ze is zeer zeldzaam in de zuidelijke Noordzee.

## Anatomie
De ruwe kiezelkrab heeft een knobbelige, vijfhoekige tot ruitvormige carapax, meestal breder dan lang en met als grootste afmeting 18 mm bij vrouwtjes. De branchiale delen van de carapax (waaronder zich de kieuwen bevinden) en het gastrische (middelste) deel zijn sterk gezwollen en vormen een kruisvormige verdikking. De schaarpoten zijn goed ontwikkeld en evenals de rest van het dier, sterk gegranuleerd (gekorreld). Ruwe kiezelkrabben zijn vrij donker grijsbruin vaak met persistente rode vlekken.

## Verspreiding en ecologie
De ruwe kiezelkrab komt voor op harde bodems (grind, schelpgruis, stenen) met een bijmenging van slib, vanaf de getijdenzone tot op 130 m diepte. Het is een vrij algemene Oost-Atlantische soort die gevonden wordt van Zuid-Noorwegen tot Senegal en de Azoren. Ze is ook aangetroffen in de Middellandse Zee.

Over de biologie van de ruwe kiezelkrab is weinig gekend.